# Barrio de San Juan, Otzolotepec
Barrio de San Juan är en ort i kommunen Otzolotepec i delstaten Mexiko i Mexiko. Samhället hade 1 920 invånare vid folkräkningen år 2020.